# Tournefortia conocarpa
Tournefortia conocarpa är en strävbladig växtart som beskrevs av Ignatz Urban. Tournefortia conocarpa ingår i släktet Tournefortia och familjen strävbladiga växter. Inga underarter finns listade i Catalogue of Life.